# 真銅竜日郎
眞銅 竜日郎（しんどう たつひろう, 1958年10月12日 ‐ ）は、日本の外交官。日本貿易振興会理事、ウルグアイ大使を歴任した。

## 人物
1958年10月12日生まれ、大阪府出身。1982年 早稲田大学政治経済学部政治学科卒業。在学中は早稲田大学英語会（WESS）に所属した。使用言語は、日本語、英語、スペイン語。

## 職歴
- 1982年　日本貿易振興会（ジェトロ）入会
- 1982年～1985年　同　情報サービス部
- 1985年～1987年　同　海外調査部米州課
- 1987年～1989年　同　海外研修生 スペイン国
- 1990年～1994年　同　メキシコ・センター
- 1996年～1998年　財団法人 世界平和研究所 主任研究員
- 1998年～1999年　日本貿易振興会 輸入促進部 総括課長代理
- 1999年～2000年　同　経済情報部 総括課長代理
- 2000年～2001年　同　総務部主査 メディア事業担当
- 2001年～2006年　日本貿易振興機構 ニューヨーク・センター次長
- 2006年～2008年　同　企画部 事業推進主幹 （北米・オセアニア）
- 2008年～2010年　同　海外調査部 調査企画課長 兼 北米課長
- 2010年～2013年　同　シカゴ・センター 所長
- 2013年～2015年　同　生活文化・サービス産業部長
- 2015年4月～9月　同　サービス産業部長
- 2015年10月～2017年  同　理事
- 2018年1月　     ウルグアイ国駐箚 特命全権大使
- 2021年10月　　　依願免官（辞職）

## 受賞
- 2013年 「米国インディアナ州名誉州民賞」（Honorary Hoosier Award) 受賞

## 著作
- 『米国』 ジェトロ貿易市場シリーズ 日本貿易振興会 共著 1985年
- 『日米経済摩擦』 C.F.バーグステン著 奥村洋彦監訳 東洋経済新報社 共訳 1986年
- 『米国の通商関連法』 米国下院歳入委員会編 福島栄一監訳 日本貿易振興会 共訳 1987年
- 『メキシコ金融危機の背景と今後の展望』 日本貿易振興会 1995年
- 『中国のWTO加盟を巡る課題と日米中関係』 平和研レポート 179J 世界平和研究所 1997年
- “China’s accession to the World Trade Organization”, IIPS Policy Paper 179E, Institute for International Policy Studies, June 1997
- 『台頭する中国の将来』 平和研レポート 207J 世界平和研究所 1998年
- 『ラテンアメリカ・ルネッサンス -変貌するラテンアメリカと米国・日本の新しい関係構築に向けて』 平和研レポート 216J  世界平和研究所 1998年
- 『加速する東アジアFTA』 木村福成編著 ジェトロ 共著　2003年
- 『米国通商関連法概説』 米国下院歳入委員会編 ジェトロ 共訳 2005年
- 『世界週報』 海外経済ウォッチ連載 時事通信社 2004年～2006年
- 『米国経済の基礎知識－超大国の実像とオバマ大統領の政策』 ジェトロ 編著 2010年, 他